# Dzieniewicze
Dzieniewicze (biał. Дзіневічы, Dziniewiczy, ros. Диневичи, Diniewiczi) – wieś na Białorusi, w obwodzie grodzieńskim, w rejonie brzostowickim, w sielsowiecie Brzostowica Mała.

## Położenie
Dzieniewicze położone są 49 km na wschód od Białegostoku, ok. 1,6 km od granicy polsko-białoruskiej, przy drodze łączącej wsie Nieporożniowce i Wojciechowszczyzna. 0,5 km na zachód od wsi znajduje się ujście rzeki Nietupa do Świsłoczy. Miejscowość znajduje się w strefie pogranicznej. Wjazd do niej dozwolony jest wyłącznie ze specjalną przepustką.

## Charakterystyka
W 2012 roku wieś liczyła ok. 50 gospodarstw. Większość jej zabudowań rozłożona jest na długości prawie kilometra wzdłuż głównej ulicy biegnącej z południa na północ.

## Historia
W 1900 roku Dzieniewicze były wsią w gminie Brzostowica Mała powiatu grodzieńskiego guberni grodzieńskiej Imperium Rosyjskiego. Miejscowość liczyła 384 dziesięciny włościańskie (ok. 419,5 ha) i 86 dziesięcin dworskich (ok. 94,0 ha). W 1919 roku wieś znalazła się pod administracją II Rzeczypospolitej. 7 czerwca 1919 roku, wraz z całym powiatem grodzieńskim, weszła w skład okręgu wileńskiego Zarządu Cywilnego Ziem Wschodnich – tymczasowej polskiej struktury administracyjnej. Latem 1920 roku została zajęta przez Armię Czerwoną, następnie odzyskana przez Polskę. 20 grudnia 1920 roku włączono ją wraz z powiatem do okręgu nowogródzkiego. Od 19 lutego 1921 roku znajdowała się województwie białostockim, w powiecie grodzieńskim, w gminie Świsłocz. W 1921 roku składała się z 61 domów mieszkalnych. W 1929 i 1930 roku liczyła 35 domów i znajdowała się w niej szkoła.
W wyniku napaści ZSRR na Polskę we wrześniu 1939 roku miejscowość znalazła się pod okupacją radziecką. 2 listopada została włączona do Białoruskiej SRR. 4 grudnia 1939 roku weszła w skład nowo utworzonego obwodu białostockiego. W latach 1940–1941 była częścią sielsowietu Brzostowica Mała rejonu krynkowskiego obwodu białostockiego. Od czerwca 1941 roku znajdowała się pod okupacją niemiecką. 22 lipca 1941 roku została włączona w skład okręgu białostockiego III Rzeszy. W latach 1941–1944 była częścią gminy Brzostowica Mała powiatu sokólskiego okręgu białostockiego. W 1944 roku ponownie zajęta przez wojska radzieckie i włączona do obwodu grodzieńskiego Białoruskiej SRR. W lipcu 1966 roku Dzieniewicze wraz z kilkoma innymi wsiami weszły w skład sielsowietu Brzostowica Mała rejonu brzostowickiego obwodu grodzieńskiego Białoruskiej SRR. Od 1991 roku w składzie niepodległej Białorusi.

## Demografia
Według spisu powszechnego z 1921 roku wieś zamieszkana była przez 392 osoby, w tym 379 Polaków i 13 Białorusinów. 330 mieszkańców miejscowości wyznawało katolicyzm, 62 – prawosławie. Obecnie w Dzieniewiczach pozostało bardzo niewielu przedstawicieli rdzennej ludności. Około połowy stanowią ludzie przyjezdni, którzy przesiedlili się czasach ZSRR i niepodległej Białorusi aby pracować na miejscowych fermach.

## Ciekawostki
Wśród rdzennych mieszkańców wsi Dziniewicze rozpowszechnione jest używanie specyficznych pseudonimów na określenie sąsiadów i znajomych z tej samej miejscowości. Są to m.in. Alasiok, Bahdure, Bazylowy, Bajstruk, Bacion, Bacianowa, Buława, Butrym, Biazmien, Biazmienawy, Wincukowyja, Wuszłak, Welwal, Harbatawyja, Hłuchare, Jezydor, Żwirak, Żyła, Kancawyja, Kaupak, Kasparawy, Klawuk lub Klauk, Klawukowy, Krahol, Łasy, Mazure, Malon, Malane, Macharolik, Molki, Najt, Pamorak, Płaksa, Razasinyja, Sabacznik, Sałemba, Sciepulowy, Tarpieda, Futarouskija, Chulisz, Ciekawy, Cyhane, Szaszul, Jacuk.